# آنا (مغنية)
آنا (بالإنجليزية: Anna)‏ هي مغنية أمريكية، ولدت في 9 يوليو 1987 في طوكيو في اليابان.

## وصلات خارجية
- الموقع الرسمي
- آنا على موقع ميوزك برينز (الإنجليزية)
- آنا على موقع ميوزك برينز (الإنجليزية)